# Саадет Аксой
Сааде́т Аксо́й (тур. Saadet Işıl Aksoy; нар. 29 серпня 1983, Стамбул, Туреччина) — турецька акторка. Закінчила Босфорський університет. Лауреатка Сараєвського кінофестивалю (найкраща акторка, фільм «Яйце»), Антальського міжнародного кінофестивалю та інших міжнародних кінофестивалів.

## Вибіркова фільмографія
- Няньки за викликом (2009)
- Народжений двічі (2012)

| Актор | Це незавершена стаття про акторку. Ви можете допомогти проєкту, виправивши або дописавши її. |